# Clube Atlético Catarinense (Florianópolis)
O Clube Atlético Catarinense, também chamado por vezes Atlético de Florianópolis ou Atlético Catarinense, foi um time de futebol de Santa Catarina, sediado em Florianópolis. Ligado ao Exército, jogava no principal campo da cidade em sua época, o Estádio Adolfo Konder.

## História
O clube existiu entre 1929 e 1966. Em 1931, ganhou o primeiro título, o Campeonato Citadino, e logo depois, o Campeonato Regional, permitindo chegar ao Campeonato Catarinense de Futebol, o qual só disputou anos depois devido a Revolução de 1930. 
Em 1934, vence o Campeonato Catarinense daquele ano, o que seria seu maior feito, se tornando uma das cinco equipes de Florianópolis a vencer o torneio estadual na história. Sua ultima participação no estadual foi em 1936, não conseguindo mais chegar na competição depois disso. Em 1966, se desfiliou da Federação Catarinense de Futebol, deixando o esporte.

## Títulos
| ESTADUAIS | ESTADUAIS              | ESTADUAIS | ESTADUAIS  |
|           | Competição             | Títulos   | Temporadas |
|           | Campeonato Catarinense | 1         | 1934       |
| --------- | ---------------------- | --------- | ---------- |

### Outras conquistas
- Campeonato Citadino de Florianópolis: 1931, 1934, 1957.